# Битва при Прейсиш-Эйлау
Битва при Прейсиш-Эйлау (фр. Bataille d'Eylau, нем. Schlacht bei Preußisch Eylau) — самая кровавая битва Войны четвёртой коалиции. Произошла 7–8 февраля 1807 года между французскими и российскими войсками на территории Восточной Пруссии. В ходе сражения было убито и ранено около 50 000 человек с обеих сторон.

## Обстановка перед битвой
В январе 1807 года Ней, недовольный плохими зимними квартирами своих войск вокруг Нойденбурга, не дожидаясь приказа Наполеона, стал действовать по собственной инициативе, выдвинув кавалерию на Гуттштадт и Гейльсберг. Оба этих города находились на расстоянии всего лишь 50 км от Кёнигсберга.
Главнокомандующий русской армией Беннигсен принял перемещение корпуса Нея за начало большого наступления на Кёнигсберг — главный город Восточной Пруссии, где находились главные склады союзнической армии. Кроме того, Кёнигсберг был единственным значительным городом, остававшимся под властью прусского короля Фридриха Вильгельма III, и союзники должны были любой ценой удержать его, в том числе и по политическим мотивам.
Русская армия немедленно снялась с зимних квартир, и, оставив 20 000 солдат под командованием Эссена перед Варшавой, двинулась на Гейльсберг. Беннигсен, прикрытый на правом фланге прусским корпусом Лестока (до 10 000 человек), решил атаковать 1-й армейский корпус Бернадота, изолированный неподалёку от реки Пассарга, чтобы затем форсировать реку Висла и перерезать коммуникации Великой Армии.
Ввиду наступления превосходящих сил противника, Бернадот через Торн отступил на Остероде, пока русские войска остановились и сделали остановку в Морунгене, который они заняли после успешного боя с французами. Наполеон, узнав 28 января о движении русской армии, вначале выразил сильное недовольство самовольными действиями Нея. Однако в то же время наступили заморозки и дороги, в отличие от декабря, вновь стали проходимыми. Наполеон решил совершить манёвр, аналогичный йенскому, с целью окружить и разгромить русскую армию.
Для этого император отдал следующие приказы:
- Бернадоту продолжать отступать на Торн, заманивая противника;
- 5-му корпусу прикрывать Варшаву;
- Удино с 6000 солдат идти на Остролёнку для охраны коммуникаций;
- главные силы Великой Армии наступают тремя колоннами вдоль правого берега реки Алле: справа — Даву (20 000 солдат), в центре Мюрат с кавалерией и Сульт (всего 27 000), гвардия (6000) и Ожеро (15 000), слева Ней (15 000)[3]. Всего 83 000.

Успех манёвра полностью зависел от соблюдения тайны операции. Поэтому даже об отъезде Наполеона из Варшавы в Вилленберг сообщалось как об обычной инспекционной поездке. Однако все меры предосторожности оказались напрасными.
Казаки перехватили курьера, который ехал от Бертье к Бернадоту. Беннигсен узнал все планы французов и немедленно предпринял ответные действия. Вся русская армия начала концентрироваться близ Янково. Затем русская армия должна была отойти к Алленштайну и переправиться через Алле. Тем временем Мюрат и Сульт заняли Алленштайн, а 4-й корпус французов по приказу Наполеона двинулся на Гуттштадт, чтобы перехватить русскую армию во время её отступления. От своей кавалерии противник узнал, что русские заняли оборонительные позиции при Янково, и так как они уже не могли отступить через Алленштейн, Беннигсен решил принять бой.
Наполеон решает немедленно атаковать. Однако удар корпуса Сульта 3 февраля пришёлся по пустому месту — Беннигсен внезапно поменял планы и решил отступить. Наполеону не было известно, куда именно двинулась русская армия. Поэтому он двинул свои войска вперёд тремя колоннами: Даву — долиной Алле, чтобы перерезать дороги, ведущие на восток; главные силы — через Лансберг и Эйлау; Ней — через Пассаргу. Бернадоту Наполеон приказал безостановочно преследовать пруссаков Лестока.
Противник постоянно преследовал русский арьергард. Особенно упорным и кровавым был бой при Гофе 6 февраля. На следующий день произошла жестокая схватка в Цигельхофе между арьергардом русской армии под командованием князя Багратиона и генерала Барклая де Толли и корпусами Мюрата и Сульта.

## 7 февраля 1807 года
Наполеон, имея с собой только часть сил Великой армии, не планировал вступать в бой с русскими. 7 февраля он заявил Ожеро: «Мне советовали взять Эйлау сегодня вечером, но, помимо того, что я не люблю этих ночных сражений, я не хочу двигать свой центр слишком далеко вперёд до прибытия Даву, который является моим правым флангом, и Нея — моего левого фланга. Так что я буду ждать их до завтра на этом плато, представляющем при наличии артиллерии прекрасную позицию для нашей пехоты. Завтра, когда Ней и Даву встанут в линию, мы все вместе пойдём на врага».
Тем временем Беннигсен приказал Багратиону взять 4-ю пехотную дивизию и выбить французов из Прейсиш-Эйлау. Князь лично повёл пехоту в атаку. В полном молчании русские тремя колоннами подошли к городу, после чего по приказу Багратиона бросились вперёд с криком «Ура!» Противник был отброшен. Через полчаса французы контратаковали одновременно по трём направлениям, но в центре были остановлены Псковским и Софийским мушкетёрскими, Московским гренадерским и 24-м егерским полками, на правом фланге резервный кавалерийский корпус контратаковал колонну французской кавалерии, о чём Беннигсен доносил Государю: «Лейб-Кирасирский Вашего Величества, Ингерманландский и Каргопольский драгунские полки и Елисаветградский гусарский врубились в неприятельскую кавалерию, вознамерившуюся обойти нас с фланга, и много оной побили», — в результате чего противник отказался от нападения. На левом фланге противник был отбит артиллерией 8-й дивизии, а высланные им стрелки рассеяны Изюмскими гусарами.
Вот как описывает борьбу за город Жомини: «Бой в самом городе Эйлау был не менее упорен. Барклай де Толли, поддержанный дивизией Голицына, два раза занимал его даже посредством ночной темноты и уже только после третьей атаки уступил дивизии Леграна».
Русские же источники утверждают обратное: «Ночь прекратила битву. Город остался за нами».
Вот как очевидцы описывали состояние противоборствующих армий перед решающей схваткой 8 февраля: русской — «Армия не может перенести больше страданий, чем те, какие испытали мы в последние дни. Без преувеличения могу сказать, что каждая пройденная в последнее время миля стоила армии 1000 человек, которые не видели неприятеля, а что испытал наш арьергард в непрерывных боях! Неслыханно и непростительно, как идут дела. Наши генералы, по-видимому, стараются друг перед другом методически вести нашу армию к уничтожению. Беспорядок и неустройство превосходят всякое человеческое понятие.
Бедный солдат ползёт, как привидение, и, опираясь на своего соседа, спит на ходу… всё это отступление представлялось мне скорее сном, чем действительностью. В нашем полку, перешедшем границу в полном составе и не видевшем ещё французов, состав рот уменьшился до 20-30 человек… Можно верить мнению всех офицеров, что Беннигсен имел охоту отступать ещё далее, если бы состояние армии предоставляло к тому возможность. Но так как она настолько ослаблена и обессилена… то он решился… драться».
французской — «Никогда французская армия не была в столь печальном положении. Солдаты каждый день на марше, каждый день на биваке. Они совершают переходы по колено в грязи, без унции хлеба, без глотка воды, не имея возможности высушить одежду, они падают от истощения и усталости… Огонь и дым биваков сделал их лица жёлтыми, исхудалыми, неузнаваемыми, у них красные глаза, их мундиры грязные и прокопчённые».

## Корпус Лестока
Согласно Колюбакину, Лесток имел 6 прусских, 3 русских батальона, 33—35 эскадронов, 4 казачьи сотни, 2 пешие полубатареи, конную батарею Бредова, всего 8500 человек. В первой линии находились 2 батальона Шенинга, левее — батальон Фабека, ещё левее — Выборгский полк (3—й батальон во второй линии). На левом фланге — 2 батальона Рюхеля и батальон Штутергейма. Во второй линии встали 5 эскадронов кирасир Вагенфельда, 10 эскадронов драгун Ауэра, 5 эскадронов Баксдорфа, 5 эскадронов кирасир Притвица. Ещё левее, в обход двинулись полк товарищей и казаки. Правее Лестока встал Каменский, на крайнем левом фланге прусской кавалерии — Московский драгунский полк и 3 эскадрона Павлоградских гусар.

## 8 февраля 1807 года
Наполеон решил не принимать бой до середины дня 8 февраля, так как ожидал прибытие корпуса Нея, находящегося на биваке около Ландсберга (в 30 километрах) и корпуса Даву, остановившегося в 9 километрах на дороге к Бартенштайну. Маршалы получили команду немедленно идти на соединение с главной армией.
В 5 часов утра Наполеон получает сообщение, что на расстоянии одного пушечного выстрела от Эйлау стоит построенная в две линии русская армия численностью в 67 000 человек с 450 орудиями. Длина фронта Беннигсена составляла 4,5 км. Французы имели меньше: гвардия (9000 человек), Сульт (16 750), Ожеро (14 500), Мюрат (15 200). Это цифры вечера 6 февраля. С учётом потерь в боях 7 февраля, к утру 8 февраля Наполеон располагал 48-49 тысячами солдат с 300 орудиями. Однако в течение дня обе стороны рассчитывали получить подкрепления. Но если Беннигсен мог рассчитывать только на прусский корпус Лестока (8500 человек), то французы ждали два корпуса: Даву (15 100) и Нея (14 500).
Между Эйлау и Ротененом две дивизии 4-го корпуса Сульта (под командованием Леграна и Сент-Илера), прикрытые с правого фланга бригадой лёгкой кавалерии Брюйера, вступили в упорный бой против центра русской армии, линии которой протянулись от Шлодиттена до Зерпаллена. Ещё одна дивизия Сульта, генерала Леваля, выстроилась в боевой порядок слева от Эйлау. На крайнем левом фланге Великой армии, практически напротив Шлодиттена, располагалась бригада лёгкой кавалерии Латур-Мобура — 5-й и 7-й гусарские полки. Наполеон остался с гвардией на кладбище Эйлау, которое с самого начала битвы попало под огонь русской артиллерии. Резервная кавалерия Мюрата выстроилась за полками пехоты Ожеро, справа от Эйлау, где заняла позиции гвардия.
Сражение началось сильной артиллерийской канонадой. Более многочисленные русские батареи обрушили на французские боевые порядки град ядер, но не смогли подавить огонь вражеских орудий. Эффект от стрельбы русской артиллерии мог быть больше, если бы французские линии не были прикрыты строениями Эйлау и Ротенена. Значительная часть ядер попадала в стены домов или вообще не долетали до французов. Напротив, французские канониры имели возможность беспрепятственно поражать крупные массы русских, стоящие почти без прикрытия на открытом пространстве за Эйлау. Кроме того, за счёт лучшей выучки французы стреляли намного чаще и точнее, чем противник, что в какой-то степени сводило на нет численное превосходство русских орудий.
Денис Давыдов писал: «Чёрт знает, какие тучи ядер пролетали, гудели, сыпались, прыгали вокруг меня, рыли по всем направлениям сомкнутые громады войск наших и какие тучи гранат лопались над головою моею и под ногами моими!».
Чтобы предотвратить предполагаемую атаку русских на Эйлау и сковать русскую армию, чтобы фланговая атака подходившего 15-тысячного корпуса Даву была более успешной, Наполеон решает нанести по центру русской армии удар силами корпуса Ожеро (15 000 человек). Две дивизии корпуса идут южнее кладбища Эйлау, развёртываются и бросаются в атаку через покрытую довольно глубоким снегом равнину под ураганным огнём русской артиллерии. Справа наступает дивизия генерала Дежардена, слева — генерала Эдле. В каждой из дивизий первая бригада движется в развёрнутом боевом порядке, а вторая сомкнутыми колоннами позади флангов первой. Эти колонны могли в любой момент перестроиться в каре, если бы вдруг их атаковала русская кавалерия. Для поддержки пехоты артиллерия 7-го корпуса была развёрнута в 400 метрах перед кладбищем.
В этот момент на обе армии внезапно налетела сильная снежная буря. Из-за этого поле боя застелили тучи снега, которые ветер поднял в воздух. Ослеплённые снегом французские войска, дезориентировавшись, потеряли нужное направление и слишком отклонились влево. В результате 7-й корпус врага неожиданно оказался менее чем в 300 шагах прямо напротив большой центральной батареи русских из 72 орудий. С такой дистанции промахнуться просто невозможно — почти каждый выстрел попал в цель. Раз за разом русские ядра врезались в плотные массы вражеской пехоты и выкашивали целые ряды французов. За несколько минут корпус Ожеро потерял 5200 солдат убитыми и ранеными. Ожеро получил ранение, Дежарден был убит, Эдле ранен.
Корпус Ожеро был практически уничтожен. Один полк, 14-й линейный, не смог отступить и сражался до последнего человека, отказываясь сдаться; его Орла (полковое знамя) вынес из боя капитан Марбо. На месте, где оборонялось полковое каре, остался квадрат из трупов. Беннигсен, в полной мере воспользовавшись преимуществом, полученным в результате разгрома корпуса Ожеро, крупными силами атаковал дивизию Сент-Илера, которая первоначально должна была наступать вместе с войсками Ожеро, но, из-за того, что Ожеро сбился с курса, осталась на своём участке поля боя практически в одиночестве. В результате, и дивизия Сент-Илера понесла тяжёлые потери.
Тем временем, Ожеро во главе 3 или 4 тысяч своих уцелевших солдат стал отступать к Эйлау. Беннигсен, видя это, бросил на отступающего противника кавалерию и пехоту, пытаясь прорвать ослабленный центр Великой армии. Очевидцы свидетельствуют, что, увидев эту атаку, Наполеон произнёс: «Какая отвага!». Атакующие русские войска поддержала артиллерия. Её огонь был сконцентрирован на гвардии Наполеона, стоявшей на кладбище Эйлау.
В какой-то момент сам Наполеон, использовавший церковную колокольню в качестве наблюдательного пункта, чуть не попал в плен, но чины его штаба сдерживали наступающих ровно столько времени, сколько потребовалось, чтобы подтянуть несколько батальонов Старой гвардии. Контратакованная штыковой атакой гвардии с фронта и кавалерией Брюйера с тыла, русская пехотная колонна понесла тяжелые потери. Тем не менее, в течение четырех часов центр французской позиции находился в большом беспорядке, а вокруг Наполеона практически не было боеспособных войск, за исключением небольших по численности гвардейских подразделений.
Когда центр его позиций был практически прорван, Наполеон прибегнул к массированной атаке на русские позиции кавалерийского резерва маршала Мюрата, усиленного гвардейской кавалерией маршала Бессьера. Если не считать гвардейской пехоты, это были последние крупные боеспособные соединения, оставшиеся у французов.
2 дивизии (драгуны Груши и кирасиры д’Опуля — 64 эскадрона — более 7000 сабель) сформированы в одну могучую колонну тяжёлой кавалерии в развёрнутом строю. Такое построение, по мнению Наполеона, должно было увеличить пробивную силу тяжёлой кавалерии.
Конница Мюрата и Бессьера на всем скаку врезалась в ряды русских войск. Начался ожесточённый бой с переменным успехом. Обе стороны понесли в нём тяжёлые потери. Тем не менее, блестящая атака конницы Мюрата спасла положение французской армии. Противники отвели свои силы на исходные позиции, но артиллерийская дуэль продолжалась.
Около полудня на правом французском фланге появились головные колонны 3-го корпуса корпуса маршала Даву, которые подходили к полю сражения постепенно. Первым появился авангард и внезапно атаковал Зерпаллен. Вслед за авангардом быстрым маршем шли дивизия Фриана, следом дивизии Морана и Гюдена. Всего в распоряжении Даву было более 15 000 человек, таким образом, по численности Великая Армия сравнялась с русской (64 000-65 000 против 67 000 солдат).
Полки Даву, развернувшись в боевые порядки, пошли в атаку на Кляйн-Заусгартен и Зерпаллен, атаковав левый фланг армии Беннигсена. Наполеон поддержал 3-й корпус, бросив ему на усиление часть корпуса Сульта (дивизию Сент-Илера и бригаду резервной лёгкой кавалерии в составе двух полков). Французам ценой невероятных усилий удаётся сбросить русских с высот близ деревни Кляйн-Заусгартен, господствующих над этой частью поля сражения, и, выбив врага из самой деревни, двинуться в направлении деревни Ауклаппен и леса под таким же названием. Селения Кляйн-Заусгартен и Зерпаллен переходили из рук в руки множество раз. Неся очень большие потери, Даву всё-таки двигался дальше в сторону леса Ауклаппен и далее, на Кучиттен, постепенно отодвигал левый российский фланг все дальше и дальше, подталкивая его под прямым углом к российскому центру. К 15:30 казалось, что сплоченность русских скоро сломается, поскольку их левый фланг полностью отступал.
Для русской армии возникла угроза выхода французов в её тыл, и Беннигсен вынужден, постепенно ослабляя центр, перебрасывать войска к своему левому флангу, чтобы избежать обхода. Иначе русская армия могла оказаться отрезанной от пути отступления к Неману, то есть от русской границы. Когда стали иссякать собственные резервы, Беннигсен лично поехал к Лестоку, чтобы убедить этого прусского генерала ускорить марш его корпуса (9000 человек) к полю боя. Его миссия увенчалась успехом, и пруссаки, потерявшие треть своей численности в результате преследования Нея, подошли к полю боя через правый фланг русских и, пройдя позади русских позиций на их левый фланг, при поддержке 36 конных орудий А. П. Ермолова в 16:00 контратаковали незащищенный правый фланг Даву. В течение следующих трех часов Даву был отбит, и положение стабилизировалось на линии от деревни Куччиттен до деревни Ауклаппен. С наступлением темноты наступило изнеможение, и боевые действия на левом фланге русских прекратились.
Около 19:00 передовая дивизия корпуса Нея, несколько задержанная арьергардом Лестока вышла на поле боя и сразу же двинулась вперед на правый фланг и тыл русских. Беннигсен контратаковал, и ожесточенный бой продолжался до 22:00, когда обе стороны немного отошли.

## Результаты
После военного совета, на котором несколько его генералов решительно выступали за продолжение борьбы на третий день, Беннигсен в 23:00 решил отступить, и под прикрытием казаков основная армия смогла незаметно выполнить этот манёвр. Измученные французы даже не заметили этого до 03:00 и были не в состоянии преследовать. Один из очевидцев этого сражения так описывал его последствия: «Никогда прежде такое множество трупов не усевало такое малое пространство. Всё было залито кровью. Выпавший и продолжавший падать снег скрывал тела от удручённого взгляда людей». Говорят, что маршал Ней, глядя на десятки тысяч убитых и раненых, воскликнул: «Что за бойня, и без всякой пользы!»
Наполеон стоял на поле битвы 10 дней. Затем он начал поспешное отступление в противоположном направлении. Казаки, бросившись в погоню, отбили и захватили в плен 2000 французских раненых.
Более трёх месяцев понадобилось армиям противоборствующих сторон, чтобы прийти в себя после такого бессмысленного сражения, не принёсшего ни одной из сторон ожидаемой победы.

## Потери
Битву при Прейсиш-Эйлау часто называют самым кровавым сражением Войны четвёртой коалиции. Потери обеих сторон были крайне велики, но конкретные цифры потерь точно неизвестны и сильно отличаются в различных источниках. Часто встречается оценка русских потерь (например, у Богдановича) убитыми в 8 тысяч человек и ранеными в 18 тысяч. Сам Беннигсен сообщает о 12 тысячах убитых и 7900 раненых. Российский исследователь Безотосный сообщает о уроне русских в 7 тысяч убитыми и 18 тысяч ранеными, не уточняя, входят ли сюда потери пруссаков. Касательно французских потерь, то он пишет разве что, что данные в 2 тысячи убитых и 18 тысяч раненых являются заниженными. Британский историк Чандлер пишет, что русские потери, учитывая пруссаков, составили около 15 тысяч человек, французские — до 25 тысяч. Богданович полагает, что французы потеряли не менее 25 тысяч.
Наполеон в официальных источниках значительно занизил свои потери. Так, по 58-му бюллетеню Великая Армия потеряла убитыми 1900 человек и ранеными 5700. По реляции убито было 1600—1800 человек, ранено не менее 5 тысяч.

## Награды
Участие в битве было отмечено выдачей большого числа наград. Практически сразу после того, как известие о сражении попало в Санкт-Петербург, был учреждён знак отличия военного ордена, предназначенный для нижних чинов армии. 31 августа 1807 года специально для награждения офицеров, участвовавших в битве, был учреждён крест «За победу при Прейсиш-Эйлау». Также 18 офицеров получило орден Святого Георгия 3-й степени, а 33 офицера — орден Святого Георгия 4-й степени, было и некоторое количество награждений орденом святого Владимира. Генерал от кавалерии Л. Л. Беннигсен был награждён орденом Святого Андрея Первозванного и пожизненной пенсией в 12 000 рублей.

## Память
- В 1856 году по инициативе короля Пруссии Фридриха Вильгельма IV в честь прусских и русских войск, участвовавших в битве при Прейсиш-Эйлау, на окраине Прейсиш-Эйлау в Восточной Пруссии (ныне — город Багратионовск Калининградской области) был установлен неоготический обелиск работы прусского архитектора Ф. А. Штюлера с надписью: «8 февраля 1807. Славной памяти Лестока, Дирике и их братьев по оружию» (нем. Dem glorreichen Andenken L'Estocqs, Dierikes und Ihrer Waffenbruder). Обелиск также называют «Памятником трём генералам», так как он содержит барельефы Бенигсена, Лестока и Дирике. В настоящее время он является объектом культурного наследия Калининградской области федерального значения.
- 7 сентября 1946 года указом Президиума Верховного Совета РСФСР город Прейсиш-Эйлау был переименован в город Багратионовск в честь русского полководца, командующего арьергардом русской армии в битве при Прейсиш-Эйлау генерала П. И. Багратиона.
- 9 мая 1954 года на центральной площади г. Багратионовска был установлен бюст П. И. Багратиона работы калининградского скульптора Оксаны Аврамченко (1911—1976)[26].
- В Багратионовске действует музей истории края, значительная часть экспозиции которого посвящена битве при Прейсиш-Эйлау[27].